# 東洋ロザイ
東洋ロザイ株式会社は、神奈川県川崎市川崎区に本社を置く企業である。工業用の炉のメンテナンスや環境資材の販売を行う。

## 沿革、事業
創業者の山村弘樹は、法政大学の夜間部に通う傍ら東京・錦糸町の煉瓦販売会社に勤めた。24歳で結婚、義父の実家の川崎区昭和町で暮らし始めた。義父の勧めにより、長男の誕生日である1961年10月16日に「東洋炉材工業所」を創業した。翌年、株式会社に改組。義父の勤め先のプレス工業の常務のつてにより横浜銀行に口座を開設、東京鍛工（現 TDF）と新日本鍛工（現 シンニッタン）の紹介を受けた。1965年には東芝セラミックス（現 クアーズテック）と代理店契約を締結した。
同社の所在する川崎区および多摩川対岸の東京都大田区は、機械工場や鍛造工場が多く立地している。当初は炉の建設を行う築炉会社に対し炉材の販売のみを事業としていたが、工業炉の新設が一巡すると築炉会社の淘汰が進む。それまでは築炉会社が行っていた炉の修繕の要請も受けるようになった。メンテナンス事業が、同社の利益の約7割を占めている。
1980年、アメリカでの研修を終えた山村は、社名を「東洋ロザイ株式会社」に改めた。1988年、川崎区大川町の東京電力跡地を購入し翌1989年（平成元年）に本社社屋を建設した。その頃よりイソライト工業と共同で環境資材事業に進出。上水汚泥・スラグやガラス屑などを使用したリサイクルブロック、インターロッキングブロック、再生木材などを手掛けるようになった。同社のオーストラリアレンガは川崎駅の駅前広場の舗装にも採用されている。
2015年にはラオスに進出。現地での耐火レンガの製造と、ウッドデッキ材の輸入を始めた。